# Darayya
Darayya, auch Daraja und Daraya (arabisch داريا, DMG Dārayyā), ist eine Stadt im Gouvernement Rif Dimaschq in Syrien. Sie ist ein Vorort von Damaskus.

## Geschichte
Zwischen 1894 und 1914 bediente die Hauranbahn den Bahnhof der Stadt. Während des Bürgerkriegs in Syrien stellten sich Teile der Stadt früh gegen Präsident Baschar al-Assad und schlossen sich den Rebellen an. Die Stadt war mehrfach Schauplatz von heftigen Gefechten. Es gab Berichte in den Medien, dass bei einem Massaker im August 2012 zwischen 200 und 320 Menschen von der Syrischen Armee hingerichtet worden seien.
Nach mehrwöchigen schweren Bombardierungen war der Verteidigungsbereich so zusammengeschmolzen, dass man dort keine Nahrungsmittel mehr anbauen konnte. Ohne Hilfslieferungen gaben die Kämpfer der Freien Syrischen Armee (FSA) und deren Gruppierungen Liwaa Shuhada Al-Islam und Ajnad Al-Sham nach vierjähriger Belagerung durch die syrischen Regierungstruppen am 25. August 2016 auf. Nach Abgabe der Waffen wurde den Kämpfern freies Geleit zugesichert.
Während der Belagerungszeit beherbergte die Stadt eine geheime Bibliothek mit über 15 000 Büchern, die aus den Trümmern zerstörter Häuser geborgen worden waren. Die Bibliothek wurde nach der Einnahme durch Regierungssoldaten geplündert.

## Söhne und Töchter der Stadt
- Gregor III. Laham (* 1933), Patriarch
- Kholoud Waleed (* 1984), Journalistin und Dissidentin
- Ghiath Matar (1986–2011), Aktivist der syrischen Opposition
- Yusra Mardini (* 1998), Schwimmerin
- Sarah Mardini (* 1995), Aktivistin, ehemalige Schwimmsportlerin